# Subiaco (Arkansas)
Subiaco – miasto w Stanach Zjednoczonych, w stanie Arkansas, w hrabstwie Logan.